# Synema bipunctatum
Synema bipunctatum är en spindelart som först beskrevs av Władysław Taczanowski 1872.  Synema bipunctatum ingår i släktet Synema och familjen krabbspindlar. Inga underarter finns listade i Catalogue of Life.